# Vorlin
Vorlin is een kunsttaal die door de Amerikaan Rick Harrison ontwikkeld werd in de jaren negentig van de 20e eeuw. Harrison was redacteur van het tijdschrift Journal of planned languages en schreef een gedetailleerde bibliografie over kunsttalen. Zowel de auteur als de taal worden zeer gerespecteerd in de kunsttaalgemeenschap.
Het achterliggende principe van Vorlin was dat het een "een compromis tussen technische en esthetische" criteria moest zijn, en "extremen moesten worden vermeden". Dit concept is de definitie van het woord vor, de eerste lettergreep van de naam van de taal. De tweede lettergreep, lin is het Vorlin woord voor "taal".

## Geschiedenis
Vorlin werd voor het eerst gepubliceerd op 21 maart 1991. Het begon als een poging om de optimale internationale hulptaal te creëren, volgens de principes die Harrison beschreven had in zijn artikel "Proposed guidelines for the design of an optimal international auxiliary language" (Voorstel voor richtlijnen voor het ontwerp van een optimale internationale hulptaal). Maar in 1997 kondigde Harrison in zijn artikel "Farewell to international auxiliary Languages" (Afscheid van internationale hulptalen) aan dat hij zijn poging om een IAL (International Auxiliary Language, internationale hulptaal) had opgegeven. Toch bleef het Vorlin-project voortbestaan en steun ontvangen. De uitgangspunten zijn dezelfde gebleven.
De taal onderging door de jaren heen drastische veranderingen, aangezien Harrison en de aanhangers van Vorlin experimenten uitvoerden. Met de publicatie van het document "The language Vorlin" (De taal Vorlin) op 21 juni 1999 verklaarde Harrison echter dat de basisstructuur permanent vastlag.
In 2002 kondigde Harrison aan dat hij de ontwikkeling van Vorlin een tijdje "op de plank zou leggen", en liet verder open of hij er in de toekomst nog weer mee bezig zou gaan of niet. Tot op heden is er verder geen bericht meer over gehoord.
Het onderstaande is een beschrijving van Vorlin zoals de taal was na de laatste herziening in 1999.

## Cultuur
In "The language Vorlin" beschrijft Harrison "het land Vor", dat beschouwd kan worden als het prototype van een fictieve cultuur, een gebruikelijk verschijnsel bij fictieve talen. Dit stemt overeen met zijn latere voorkeur voor fictieve talen boven IALs. De cultuur wordt weerspiegeld in het ontwerp, dat streeft naar culturele neutraliteit en het vinden van "de gulden middenweg".
Er zijn enkele interessante culturele elementen:
- Het teken voor decimalen is geen punt of komma, maar een punt op halve hoogte: "·" (U+00B7).
- Er is een Vorlin-kalender, die gebruikmaakt van de notering jaar-punt-dag, waarin 21 maart 1991 geschreven wordt als "0·001".
- Er zijn speciale Vorlin-maten: 1 suŋ = 175 cm.

## Fonologie
Vorlin gebruikt het gehele Latijnse alfabet, met één uitzondering: de letter "q" vertegenwoordigde eerst de /ng/ klank [ŋ], maar in 1999 verving Harrison die door een letter die alleen in het Vorlin voorkomt: een n met een streep door een poot. De letter eng ("ŋ")(U+014B) was een acceptabel alternatief. In die tijd was unicode nog niet algemeen gangbaar, dus werd ook het teken "µ" (U+00B5) toegestaan, met de "q" als laatste toevlucht.
De onderstaande tabel toont de letters op volgorde, hun klank, en hun naam in het Vorlin. Iedere letter vertegenwoordigt één foneem.
| letter | IFA        | naam |
| ------ | ---------- | ---- |
| a      | [a] of [ɑ] | lac  |
| b      | [b]        | beb  |
| c      | [ʃ]        | cuc  |
| d      | [d]        | ded  |
| e      | [ɛ] of [e] | hec  |
| f      | [f]        | fuf  |
| g      | [g]        | geg  |
| h      | [h]        | huz  |
| i      | [i]        | lic  |
| j      | [ʒ]        | jej  |
| k      | [k]        | kuk  |
| l      | [l]        | lel  |
| m      | [m]        | mom  |

| letter | IFA             | naam |
| ------ | --------------- | ---- |
| n      | [n]             | nar  |
| o      | [o]             | hoc  |
| p      | [p]             | pup  |
| r      | [r], [ʀ] or [ɻ] | rer  |
| s      | [s]             | sus  |
| t      | [t]             | tut  |
| u      | [u]             | luc  |
| v      | [v]             | vev  |
| w      | [w]             | wu   |
| x      | [ə]             | hxc  |
| y      | [j]             | yi   |
| z      | [z]             | zez  |
| ŋ      | [ŋ]             | raŋ  |

## Woordvorming enmorfologie
Vorlin heeft over het algemeen zelfscheidende morfemen. Het wordt beschouwd als een a posteriori-taal, en ontleent zijn woorden voornamelijk aan Germaanse, Slavische, Romaanse en Sino-Tibetaanse talen. Een paar woorden zijn a priori, en sommige zijn ontleend aan andere kunsttalen.
De wortels van de woorden zijn zelfstandige naamwoorden. Deze zijn opgebouwd op een manier die vergelijkbaar is met het Volapük: MKM (medeklinker-klinker, medeklinker, MKMKM, MKMKMKM, enz. Achtervoegsels kunnen de vorm K, KM of KMM hebben. Functiewoorden kunnen een andere vorm hebben. Samengestelde woorden worden gevormd door agglutinatie. Ze kunnen niet meer dan twee opeenvolgende medeklinkers hebben, en beginnen niet met een cluster van medeklinkers. Woorden uit andere talen die de regels voor woordvorming in Vorlin niet volgen, kunnen ook gebruikt worden.
Open woordklassen worden, afgezien van zelfstandige naamwoorden, gevormd door het gebruik van achtervoegsels. De vijf klinkers komen het meest naar voren in het ontwerp.
| Wortel       | -a Bijvoeglijk naamwoord | -e Bijwoord         | -i onovergankelijk werkwoord | -o overgankelijk werkwoord   | -u voorzetsel   |
| ------------ | ------------------------ | ------------------- | ---------------------------- | ---------------------------- | --------------- |
| sal zout     | sala zoutig              |                     |                              | salo¹ zouten                 |                 |
| gut goedheid | guta goed                | gute goed           | guti goed zijn               |                              |                 |
| lok plek     |                          |                     |                              | loko te (+plek) zijn         | loku te (+plek) |
| luk geluk    | luka gelukkig            | luke gelukkigerwijs | luki gelukkig                | luko gelukkig zijn om / voor |                 |
| lop rennen   |                          |                     | lopi ren                     |                              |                 |
| bev drinken  |                          |                     |                              | bevo drankje                 |                 |

¹Latere discussies brachten naar voren dat het de voorkeur verdiende deze constructie niet meer toe te staan.
Hoofdletters worden alleen bij eigennamen gebruikt. Als eigennamen onderdeel vormen van een samengesteld woord, staat er alleen een hoofdletter aan het begin van de eigennaam. Zelfs het begin van een zin wordt niet met een hoofdletter geschreven.

## Zinsbouw
De basiswoordvolgorde is onderwerp-werkwoord-lijdend voorwerp. Een eenvoudige onovergankelijke zin kan zowel de volgorde onderwerp-werkwoord als werkwoord-onderwerp hebben. Bijwoorden en bijvoeglijke naamwoorden staan vóór het woord dat ze bepalen. Voorzetselbepalingen komen voor het woord dat ze bepalen. Bijvoeglijke bijzinnen hebben een eigen structuur, en worden tussen de woorden wel... en ...da gezet, en komen voor het woord dat ze bepalen. De naamwoordelijke (bij)zin wordt voorafgegaan door het woord ke... en afgesloten door ..das, terwijl das weggelaten mag worden aan het eind van een zin.
Vragen vormt men door het invoegen van het woord ma, of een vraagwoord, zonder de woordvolgorde te veranderen. Opdrachten vormt men door de zin te beginnen met du (wel) of ne (niet).

## Voorbeelden
laho Migel. = Hallo, Miguel.

ti fili ma? = Hoe gaat het?

ya fili. = Het gaat goed met mij.

ku filo don buk? = Welk boek vindt hij/zij leuk?

buk loko yas hus. = Het boek is in mijn huis.

men lokakso yas hus re buk. = Het boek werd in mijn huis gelegd.

yas sib lokakso yas hus re roda buk. = Mijn broer/zus heeft het rode boek in mijn huis gelegd.

ya havo yun hansib wan dus femsib. = Ik heb één broer en twee zussen.

ya vilo vidakso buk loku yas hus re ti. = Ik wil je het boek in mijn huis laten zien.

wel tis kat fajo da ful pe gute gani. = Het vogeltje dat door jouw kat is opgegeten, zong altijd leuk.

mer luka ful mer gute gani. = Een gelukkige vogel zingt beter.

ku vilo ke ya fajo tan le pitsa. = Hij/zij wil dat ik deze pizza opeet.

hanku libo femku. femku non libo hanku. = Hij houdt van haar. Zij houdt niet van hem.

ne libo wel non kuno libo ti da diŋ. = Hou niet van iets dat niet van jou kan houden.

loha. = Doei.